# Tropico (computerspel)
Tropico is een computerspel ontwikkeld door PopTop Software en uitgegeven op 21 april 2001 door Gathering of Developers voor Microsoft Windows. Feral Interactive was verantwoordelijk voor de portering naar Mac OS X, die op dezelfde datum werd uitgegeven al de Windows-versie door zowel Feral Interactive als MacSoft. Het is het eerste spel in de Tropico-serie.

## Gameplay
In Tropico is de speler de nieuwe president van een kleine Caraïbische bananenrepubliek. Afhankelijk van het scenario - of de voorkeur van de speler - kan de speler over zijn bevolking heersen als een militaristische of religieuze tiran, een strenge communistische samenleving opbouwen, of een kapitalistische welvaartsstaat initiëren.
Een speler moet zijn bevolking geld laten verdienen met landbouw, mijnbouw, bosbouw en ook soms met visserij waarna een uitgebreide industrie kan worden opgezet. Het is ook mogelijk de bevolking op te leiden via scholen en met de uitbreiding Paradise Island een complete toeristenindustrie op te zetten. Met de hiermee verdiende inkomsten kan de speler nieuwe gebouwen bouwen of bepaalde maatregelen afkondigen die de positie van de president kunnen versterken. 
Het presidentschap - en daarmee het spel - is voorbij wanneer de bevolking zeer ontevreden wordt en de president daardoor de verkiezingen verliest of wanneer de rebellen op het eiland sterker zijn dan de militaire macht van de speler.
Op het eiland Tropico worden de inwoners Tropicanen genoemd. Iedere Tropicaan is een uniek individu met bepaalde behoeftes - een woning of baan - en heeft ook een bepaalde mate van respect voor de president van Tropico die sterk veranderlijk kan zijn.
Alle Tropicanen behoren ook tot een of meerdere van de politieke fracties die op Tropico aanwezig zijn.

## Fracties
Op Tropico bestaan 6 politieke groeperingen - fracties - die het soms met elkaar eens zijn maar vaker lijnrecht tegen over elkaar staan.
Iedere Tropicaan behoort in ieder geval tot een van deze fracties maar het komt ook voor dat een Tropicaan bij meerdere verschillende fracties zit.
De sympathie die een Tropicaan voelt voor een fractie kan sterk verschillen en veel Tropicanen zijn dan ook geen harde aanhangers van een bepaalde fractie. Daarbij heeft iedere fractie een eigen mening over de president van Tropico en het beleid dat hij of zij voert. Deze mening wordt uitgedragen door de leider van een fractie en wordt vooral bepaald door de karakter-trekken van de president die de speler bij een willekeurige game zelf kan kiezen.
De fracties op Tropico zijn.
COMMUNISTEN - Deze groep wil een simpele economie gebaseerd op de landbouw en bosbouw, werkgelegenheid voor iedereen, gelijke lonen en goedkope 
woningen voor iedereen. Communisten zijn sterk gericht op de Sovjet-Unie.
KAPITALISTEN - Deze groep wil een uitgebreide en diverse economie die naast landbouw en mijnbouw ook bestaat uit industrie en toerisme. 
Kapitalisten willen ook dure woningen en een divers uitgaansleven, ze zijn sterk gericht op de Verenigde Staten.
INTELLECTUELEN - Deze groep wil naast een diverse economie vooral ook goed onderwijs, een vrije pers en eerlijke verkiezingen. De groep staat meestal lijnrecht tegenover de militairen en religieuzen.
MILIEU-ACTIVISTEN - Deze groep wil een schoon Tropico en een groene economie gebaseerd op landbouw en ecologisch toerisme, ze zijn fel tegen bosbouw, mijnbouw en industrie en wonen het liefst in kleine steden.
MILITAIREN - Deze groep wil een militair sterk Tropico met een groot leger en hoge salarissen voor militairen. ze zijn meestal tegen de democratie   
en hebben het liefst een militair als dictator aan de macht.
RELIGIEUZEN - Deze groep wil de samenleving van Tropico inrichten naar Bijbelse waarden, religieuzen willen vooral kerken bouwen en zijn voor religieus onderwijs. Religieuzen staan lijnrecht tegenover de Intellectuelen.

## Muziek
Er wordt een Caraïbische achtergrondmuziek gespeeld bij het spel. Verder zijn er op diverse plaatsen op internet scenario's te downloaden die door fans zijn gemaakt. Het uitbreidingspakket "Paradise Island" biedt meer toeristische uitbreidingen voor het eiland en een aantal nieuwe scenario's.

## Ontvangst
| Beoordeeld door                | Platform | Datum       | Score |
| ------------------------------ | -------- | ----------- | ----- |
| FiringSquad                    | Windows  | 8 juni 2001 | 92%   |
| Game Informer Magazine         | Windows  | juli 2001   | 92%   |
| Power Unlimited                | Windows  | juli 2001   | 87%   |
| Gamer's Pulse                  | Windows  | 28 mei 2001 | 87%   |
| GameStar (Duitsland)           | Windows  | mei 2001    | 87%   |
| GameSpot (Belgium/Netherlands) | Windows  | 2 mei 2001  | 85%   |
| PC Games (Duitsland)           | Windows  | 14 mei 2001 | 84%   |
| Eurogamer.net (GB)             | Windows  | 3 mei 2001  | 80%   |
| Peliplaneetta.net              | Windows  | 28 mei 2001 | 80%   |
| ActionTrip                     | Windows  | 8 mei 2001  | 78%   |